# 대구대평초등학교
대구대평초등학교는 대한민국 대구광역시 달성군 하빈면 하빈로172길 1 (대평리)에 있었던 초등학교이다.

## 연혁
- 1960년 4월 1일 하빈국민학교 대평분교장 인가
- 1966년 3월 1일 대평국민학교 설립인가
- 1995년 1월 1일 대구시로 편입
- 1996년 3월 1일 대구대평초등학교로 개칭
- 1997년 3월 1일 대구하빈초등학교로 통폐합